# Civitella di Romagna

Carta geografica relativa al terremoto di Civitella del 22 marzo 1661

Civitella di Romagna (Zivitèla in romagnolo, Civitatula Romanulae in latino) è un comune italiano di 3 636 abitanti della provincia di Forlì-Cesena in Emilia-Romagna. Il centro abitato è sito circa 30 km a sud del capoluogo, Forlì, alle pendici del colle Girone e alla destra del fiume Ronco-Bidente. Il nome deriva dal latino Civitatula (cittadella). Lo stemma del Comune di Civitella di Romagna proviene dallo stemma nobiliare della famiglia nobile dei Conti Severi di Giaggiolo, signori dell'antica contea della Romanula.

## Storia

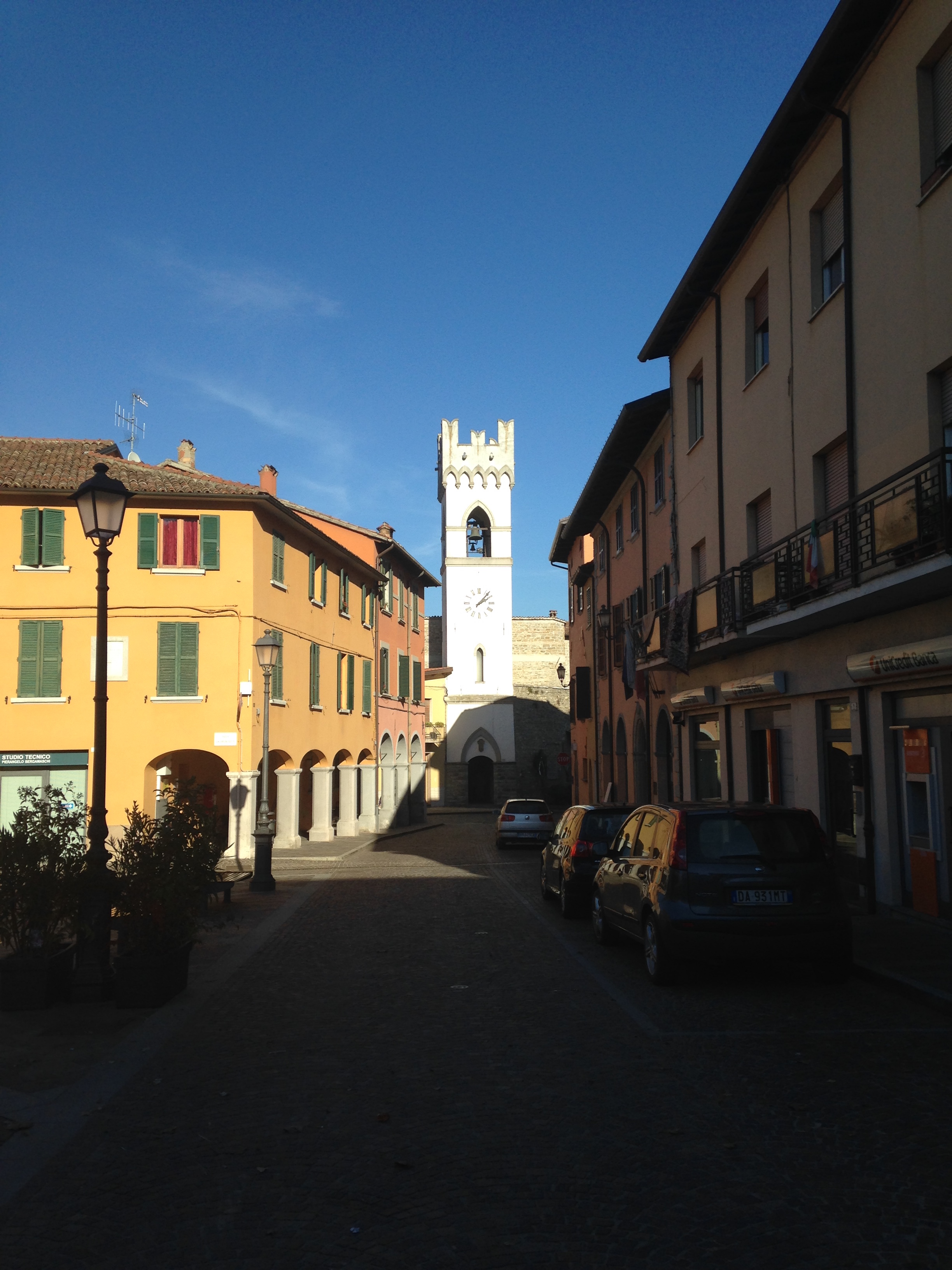
La torre civica di Civitella vista dalla piazza principale

Originariamente l'insediamento era racchiuso entro la cinta muraria, dominata dalla maestosa Abbazia di Sant'Ellero di Galeata, che ne era proprietaria. La prima attestazione di un castrum sulla collina Girone di Civitella risale all'anno 1037. Nel 1070 il monastero cedette il castrum all'arcivescovo di Ravenna. In seguito il centro fu assimilato dai Conti Severi di Giaggiolo fra i loro possedimenti, e rimase tale fino al 1276, anno in cui, a seguito della battaglia di Civitella, i Manfredi di Faenza presero possesso del luogo che, nel 1462, passò poi ai Malatesta e successivamente a Napoleone Orsini e ai veneziani del duca d'Urbino.
Nel XVI secolo i soldati del Connestabile dei Borbone, in transito per la zona diretti a Roma, approfittarono per depredare il paese, che fu in seguito saccheggiato anche dalle truppe agli ordini di Odoardo Farnese nelle loro scorribande. La cittadina subì nei secoli anche alcuni devastanti terremoti.
Dopo essere stata disputata da varie signorie, a seguito del tramonto di queste forme di governo Civitella divenne parte dello Stato Pontificio. Nel 1785 il limitrofo Granducato di Toscana fece istanza presso la Chiesa per riottenere dodici parrocchie confinanti fra le quali Civitella, che vennero annesse alla diocesi di Bertinoro.

### Simboli
Nel 1851 l'amministrazione comunale dichiarava che lo stemma era da tempo documentato in antichi sigilli ed è stato quindi riconosciuto con DPCM del 12 ottobre 1951. Il mastio è un'allusione al nome del paese.
Il gonfalone, concesso con DPR del 1º dicembre 1952, è un drappo di rosso.

## Monumenti e luoghi d'interesse

### Architetture civili
- Teatro Lorenzo Golfarelli, inaugurato nel 1825.

### Architetture militari
- Rocca di Civitella
- Castello di Cusercoli
- Castello di Giaggiolo

### Architetture religiose

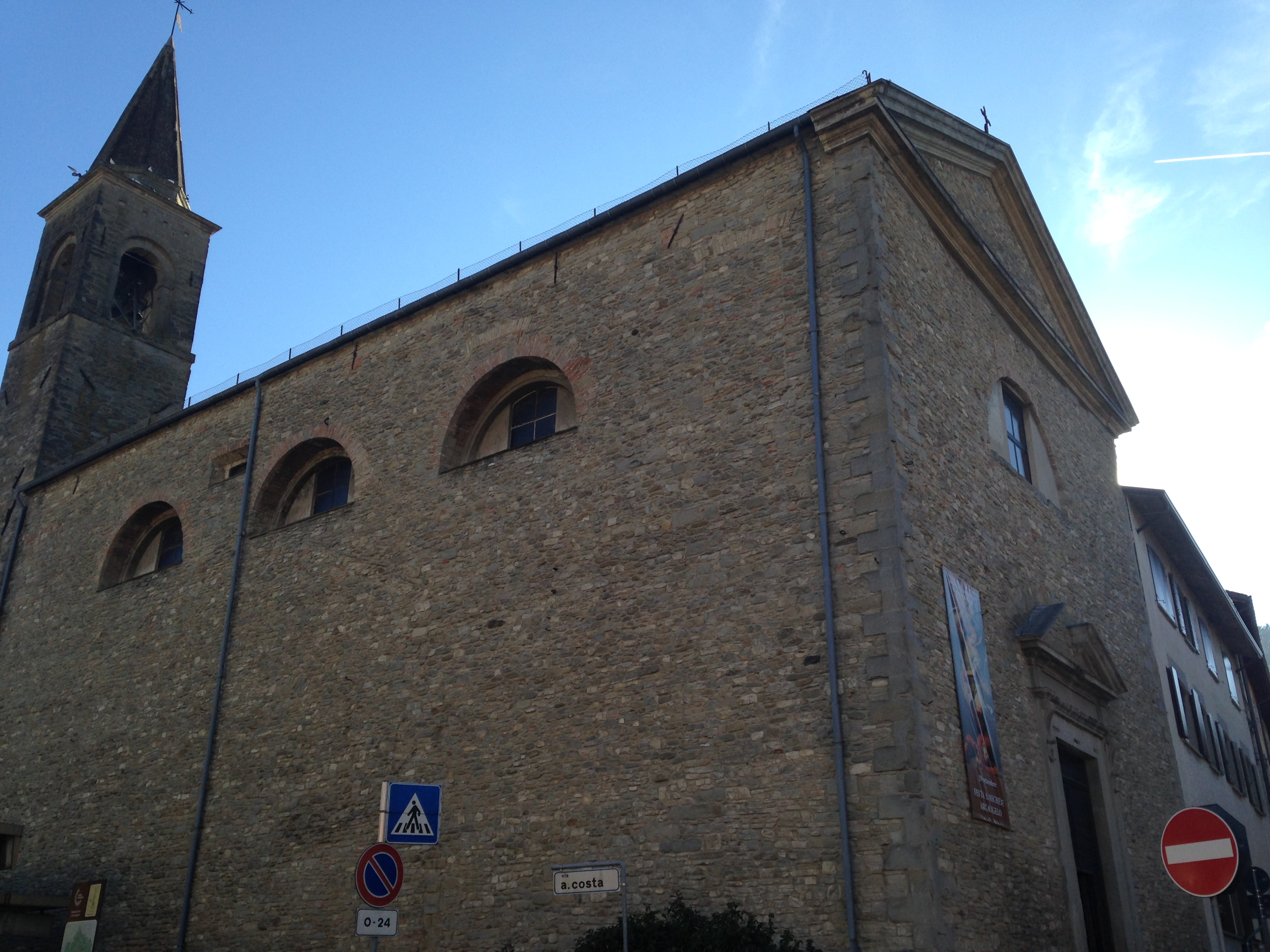
La Chiesa di Santa Maria in Borgo

- Santuario della Beata Vergine della Suasia (dal nome del torrente in riva al quale avvenne l'apparizione mariana);
- Chiesa di Santa Maria in Borgo;
- Chiesa del Castello o di Sant'Antonio;
- Oratorio di San Filippo.

## Società

### Evoluzione demografica
Abitanti censiti

### Etnie e minoranze straniere
Secondo i dati ISTAT al 31 dicembre 2015 la popolazione straniera residente era di 628 persone, corrispondente al 16% della popolazione totale. Le nazionalità maggiormente rappresentate in base alla loro percentuale sul totale della popolazione residente erano:
- Marocco 126
- Macedonia 101
- Senegal 74
- Albania 64
- Romania 61
- Cina 50

### Tradizioni e folclore
- Fiera dei Santi: si svolge il 1º novembre. Vi è una grande mostra-mercato di bovini, suini, ovini e caprini, assieme ad un grande mercato lungo le vie del paese.[10]
- Carnevale civitellese: sfilata di carri allegorici che si svolge dal 1961 due domeniche di febbraio.[11]

## Cultura

### Cucina
- Panza (nota anche come pancion o pancia): dolce tradizionale preparato per la Festa di Ognissanti e la Fiera dei Santi. È composto da un impasto di cacao amaro, marmellata di fichi, margarina vegetale, canditi, mandorle, uvetta e una tazzina di caffè, ed è legato alla cucina povera contadina. [12]

Il territorio aderisce alla Strada dei Vini e dei Sapori dei Colli di Forlì-Cesena

## Amministrazione
Di seguito è presentata una tabella relativa alle amministrazioni che si sono succedute in questo comune.
| Periodo           | Periodo         | Primo cittadino        | Partito                       | Carica              | Note          |
| ----------------- | --------------- | ---------------------- | ----------------------------- | ------------------- | ------------- |
| 30 settembre 1985 | 28 giugno 1990  | Cleto Flamigni         | Partito Repubblicano Italiano | Sindaco             | [ 14 ]        |
| 28 giugno 1990    | 14 giugno 1999  | Luigi Sansavini        | Partito Repubblicano Italiano | Sindaco             | [ 14 ]        |
| 14 giugno 1999    | 8 giugno 2009   | Giovanni Felice        | Dem. solidarietà              | Sindaco             | [ 14 ]        |
| 8 giugno 2009     | 22 ottobre 2013 | Pierangelo Bergamaschi | centro-sinistra               | Sindaco             | [ 14 ] [ 15 ] |
| 22 ottobre 2013   | 26 maggio 2014  | Maria Giulia Borriello |                               | Comm. straordinario | [ 14 ]        |
| 26 maggio 2014    | in carica       | Claudio Milandri       | lista civica Progetto comune  | Sindaco             | [ 14 ]        |

## Sport
Ha sede nel comune la società A.s.d Civitella Calcio che partecipa al campionato di Promozione